# Peucedanum muriculatum
Peucedanum muriculatum är en flockblommig växtart som beskrevs av Friedrich Welwitsch och William Philip Hiern. Peucedanum muriculatum ingår i släktet siljor, och familjen flockblommiga växter. Inga underarter finns listade i Catalogue of Life.